# Rüdiger Schnuphase
Rüdiger Schnuphase (* 23. ledna 1954, Werningshausen) je bývalý východoněmecký fotbalista, záložník. V roce 1982 byl vyhlášen východoněmeckým fotbalistou roku a v sezóně 1981/82 byl nejlepším střelcem východoněmecké oberligy.

## Fotbalová kariéra
Ve východoněmecké Oberlize hrál za FC Rot-Weiß Erfurt a FC Carl Zeiss Jena. Nastoupil ve 320 ligových utkáních a dal 123 gólů. V roce 1980 vyhrál s FC Carl Zeiss Jena východoněmecký fotbalový pohár. V Poháru vítězů pohárů nastoupil v 9 utkáních a dal 1 gól a v Poháru UEFA nastoupil ve 26 utkáních a dal 7 gólů. Za reprezentaci Východního Německa (NDR) nastoupil v letech 1973–1983 ve 45 utkáních a dal 6 gólů. Byl členem týmu na Mistrovství světa ve fotbale 1974, nastoupil ve 2 utkáních. V roce 1980 byl členem stříbrného týmu na LOH 1980 v Moskvě, nastoupil v 6 utkáních a dal 1 gól.

## Ligová bilance
| Ročník           | Zápasy | Góly | Klub                  |
| ---------------- | ------ | ---- | --------------------- |
| I. liga 1972/73  | 25     | 9    | FC Rot-Weiß Erfurt    |
| I. liga 1973/74  | 26     | 3    | FC Rot-Weiß Erfurt    |
| I. liga 1974/75  | 16     | 2    | FC Rot-Weiß Erfurt    |
| I. liga 1975/76  | 26     | 9    | FC Rot-Weiß Erfurt    |
| I. liga 1976/77  | 26     | 10   | FC Carl Zeiss Jena    |
| I. liga 1977/78  | 25     | 14   | FC Carl Zeiss Jena    |
| I. liga 1978/79  | 25     | 6    | FC Carl Zeiss Jena    |
| I. liga 1979/80  | 25     | 7    | FC Carl Zeiss Jena    |
| I. liga 1980/81  | 26     | 16   | FC Carl Zeiss Jena    |
| I. liga 1981/82  | 25     | 19   | FC Carl Zeiss Jena    |
| I. liga 1982/83  | 26     | 13   | FC Carl Zeiss Jena    |
| I. liga 1983/84  | 18     | 9    | FC Carl Zeiss Jena    |
| I. liga 1984/85  | 20     | 6    | FC Rot-Weiß Erfurt    |
| I. liga 1985/86  | 11     | 0    | FC Rot-Weiß Erfurt    |
| II. liga 1986/87 | 13     | 1    | FC Rot-Weiß Erfurt II |
| CELKEM I. liga   | 320    | 123  |                       |